# Sayur Matinggi (Batang Onang)
Sayur Matinggi is een bestuurslaag in het regentschap Padang Lawas Utara van de provincie Noord-Sumatra, Indonesië. Sayur Matinggi telt 209 inwoners (volkstelling 2010).